# Ауман, Роберт
Исраэль Роберт Джон А́уман (также О́манн или Ауманн; англ. Yisrael Robert John Aumann, ивр. ישראל אומן‎; род. 8 июня 1930,
Франкфурт-на-Майне) — израильский математик, профессор Еврейского университета в Иерусалиме, лауреат Нобелевской премии по экономике 2005 года «За расширение понимания проблем конфликта и кооперации с помощью анализа в рамках теории игр».

## Биография

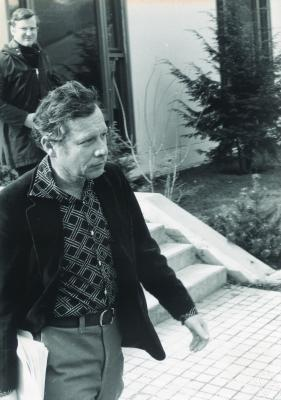
Ауманн в 1977 году

Родился в Германии в еврейской семье. Во время усиления преследования евреев немецкими нацистами его семья эмигрировала в США в 1938 году. Вырос в Нью-Йорке, учился в ешиве, где получил среднее образование, закончил нью-йоркский Сити-колледж и Массачусетский технологический институт, где защитил докторскую диссертацию по математике.
В 1956 году репатриировался в Израиль и поселился в Иерусалиме. До самого своего выхода на пенсию был профессором при Центре рациональных исследований в Еврейском университете. В 1983 году Ауман был награждён премией Харви. В 1994 году профессор Ауман был удостоен Государственной премии Израиля по экономике вместе с профессором Михаэлем Бруно.
Исраэль Ауман возглавлял Общество теории игр, а в начале 1990-х годов являлся президентом Израильского союза математиков. Кроме того являлся ответственным редактором «Журнала Европейского математического общества». Ауман также консультировал Агентство США по контролю за вооружениями и разоружению. Он занимался теорией игр и её приложениями около сорока лет.

## Политические взгляды
Профессор Ауман — верующий иудей, ведёт религиозный образ жизни, является убеждённым противником политики отступления и вывода израильских поселений из Газы, Самарии и Иудеи.

## Семья
У Исраэля Аумана и его жены Эстер родилось пятеро детей. Старший сын Шломо пал в бою в ходе Ливанской войны (1982). Эстер умерла в 1998 году. В 2005 году Исраэль Ауман женился на старшей сестре своей первой жены Батье Коэн. У Исраэля Аумана 17 внуков.
Двоюродный брат — невролог и писатель Оливер Сакс.

## Теория игр
Теория игр — это наука о поиске оптимального выбора из возможных действий в рамках оговоренных условий, она изучает, как различные соперничающие группы — бизнесмены или любые другие сообщества — могут получить оптимальный результат. Ауман специализировался на повторяющихся играх, анализируя изменение стратегии, если целью является не разовый приз в единичной игре, а оптимизация на многоразовую (длительную) перспективу.
Ауман первым определил понятие коррелированного равновесия, обобщающее равновесие Нэша. Он формализовал понятие общего знания в теории игр. Также известна его теорема о согласии.

## Нобелевская премия
Присуждена за выдающийся вклад в понимание и анализ теории конфликтов и сотрудничества, разработанной на основе теории игр.
Вот некоторые тезисы Нобелевской лекции Аумана, названной «Война и Мир»:
1. Война не «иррациональна», а должна быть изучена, понята как явление, и в конечном счёте преодолена.
2. Изучение повторных игр показывает, что лучшего результата добиваются стратегии, которые меньше заинтересованы в выгоде «сейчас», а больше в выгоде «потом».
3. Наивное миротворчество может привести к войне, а гонка вооружений, достоверная угроза войны и взаимное гарантированное уничтожение могут надёжно предотвратить войну.

## Награды и признание
- 1983 — Премия Харви
- 1994 — Премия Израиля
- 2002 — Премия ЭМЕТ
- 2005 — Теоретическая премия фон Неймана
- 2005 — Нобелевская премия по экономике

## Основные произведения
- «Почти строго конкурентные игры» (англ. Almost Strictly Competitive Games, 1961);
- «Смешанные и поведенческие стратегии в бесконечных играх в развёрнутой форме» (англ. Mixed and Behavior Strategies in Infinite Extensive Games, 1964).